# Szoba kilátások nélkül
A Szoba kilátások nélkül (eredeti cím: Small Apartments) 2012-es amerikai független filmvígjáték, amelyet Jonas Åkerlund rendezett. A forgatókönyvet Chris Millis írta saját regénye alapján. A főbb szerepekben Matt Lucas, Peter Stormare, Dolph Lundgren, Johnny Knoxville, James Caan, Billy Crystal, Juno Temple, Rebel Wilson, Saffron Burrows és Amanda Plummer látható.
2012. március 10-én mutatták be a South by Southwest Filmfesztiválon. Magyarországon a HBO Max mutatta be 2024. július 25-én.

## Cselekmény
A film története egy dél-kaliforniai lakóparkban játszódik. Az épületben számos különc lakó lakik, köztük Franklin Franklin, akinek élete körül a történések kibontakoznak.
Franklin egyedül él a kutyájával. Nincs munkája, szódán és mustáros uborkán él, alsónadrágban járkál a telepen, álma, hogy Svájcba költözzön, és imád kürtön játszani, ami a szomszédokat idegesíti. Egy nap, amikor a főbérlője, Mr. Olivetti meglátogatja, rájön, hogy Franklinnek megint nincs pénze kifizetni a bérleti díjat, amely már két hónapja késik. Olivetti arra kényszeríti Franklint, hogy a fizetés elmaradásának büntetéseként elégítse ki orálisan. Eközben Olivetti megcsúszik a Franklin által véletlenül kiöntött mustáron, és fejjel lefelé a padlóra esik és meghal. Franklin próbál megszabadulni a holttesttől egy abszurd módon valószínűtlen öngyilkosság megrendezésével.

## Szereplők
| Szerep              | Színész          | Magyar hang       |
| ------------------- | ---------------- | ----------------- |
| Franklin Franklin   | Matt Lucas       | Renácz Zoltán     |
| Mr. Allspice        | James Caan       | Barbinek Péter    |
| Simone              | Juno Temple      | Urbán-Szabó Fanni |
| Francine            | Saffron Burrows  |                   |
| Mr. Olivetti        | Peter Stormare   | Horányi László    |
| Tommy Balls         | Johnny Knoxville | Gacsal Ádám       |
| Rocky               | Rebel Wilson     | Kokas Piroska     |
| Bernard Franklin    | James Marsden    | Szatory Dávid     |
| Artie               | DJ Qualls        | Pásztor Tibor     |
| Dr. Sage Mennox     | Dolph Lundgren   | Végh Péter        |
| Burt Walnut         | Billy Crystal    | Háda János        |
| Kutyasétáltató      | Noel Gugliemi    |                   |
| Tim O'Grady nyomozó | David Koechner   | Albert Péter      |
| Ms. Baker           | Rosie Perez      | F. Nagy Eszter    |
| Mrs. Ballisteri     | Amanda Plummer   | Tornyi Ildikó     |
| Daniel              | Ned Bellamy      |                   |
| Lisa                | Angela Lindvall  |                   |
| Rich Holman nyomozó | David Warshofsky |                   |
| Sebastian           | Alex Solowitz    | Kádár-Szabó Bence |

### Magyar változat
- Magyar szöveg: Muráth Péter
- Felvevő hangmérnök: Lipics Bálint
- Keverőhangmérnök és vágó: Kiss Pál
- Gyártásvezető: Bogdán Anikó
- Szinkronrendező: Pócsik Ildikó
- Produkciós vezető: Fodor Eszter

A szinkront a MAHIR Szinkron Kft. készítette el.

## A film készítése
A filmet a Deep Sky, a Silver Nitrate, az Amuse Entertainment és Bonnie Timmermann készítette. A projektet a Sense And Sensibility Ventures és a Silver Nitrate társfinanszírozta. Jonas Åkerlund rendező szerint fontos volt számára, hogy a produkcióban erős legyen a spontaneitás; ezért nem csak a filmre koncentrált, mint korábbi filmjei esetében, hanem ugyanabban az évben 34 reklámfilmet és öt zenei videoklipet is készített. A Szoba kilátások nélkül nagyrészt ugyanazzal a stábbal készült, akit Åkerlund más projektjeiben is használ. Az első színész, akit kiválasztottak, Matt Lucas volt.
A forgatás 20 napig tartott és 2011 áprilisában fejeződött be.
A filmzene, amelyet a Roxette-ből ismert Per Gessle készített, 2013. április 17-én jelent meg.